# Inscripción sobre cobre de Laguna

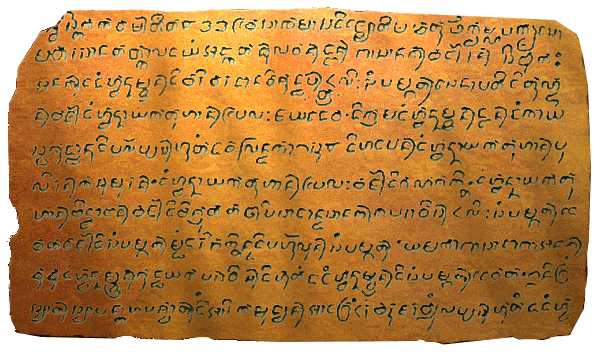
La inscripción se realizó a pequeños golpes de martillo sobre la superficie metálica. Esto demuestra la influencia cultural india (Srivijaya) en las Filipinas previa a la colonización española en el.

La Inscripción sobre cobre de la Laguna (en filipino: Inskripsyon sa Binatbat na Tanso ng Laguna, en malayo: Prasasti keping tembaga Laguna, en inglés Laguna Coppreplate Inscription, a menudo acortado a su acrónimo LCI) o simplemente la Inscripción de Laguna, es un documento legal inscrito en el año 900 d. C. en Filipinas sobre una placa de cobre. Se conoce la fecha exacta porque está escrita en él. Esta fecha lo haría contemporáneo al reino Balitung de Java Central, lo cual no significa que surgiese de allí.
La placa se encontró en 1989 por un operario cerca del delta del río Bumbungan (o Pagsanjan) en el barangay («aldea») de Wawa, en el municipio de Lumban, en la provincia de La Laguna (14°19′44.3″N 121°26′31.9″E / 14.328972, 121.442194).
La inscripción parece estar escrita en una mezcla de la antigua lengua malaya utilizando la escritura Kawi antigua y fue descifrada en 1992 por el antropólogo holandés Antoon Postma, experto en escritura Hanunó'o. El Kawi antiguo fue un sistema de escritura desarrollado en la isla de Java influenciado por el sánscrito, javanés antiguo y malayo antiguo. Esto supone un raro vestigio de la influencia javanesa, la cual sugiere intercambios interinsulares («Sanskritización») en aquel tiempo.
El LCI documenta la existencia de varias formas de gobierno en la Filipinas prehispánica, en especial el Reino de Tondó en el delta del río Pasig. Algunos estudiosos apuntan a que también  indican la existencia de lazos comerciales, culturales, y políticos entre estos reinos y, al menos, una civilización asiática contemporánea: el reino javanés de Medang.

## Contexto histórico

Expansión del Hinduismo en Asia.

Antes del colonialismo europeo, el sudeste asiático estaba bajo la influencia de la Gran India (indosfera), donde numerosos principados e imperios indianizados florecieron durante varios siglos en Tailandia, Indonesia, Malasia, Singapur, Filipinas, Camboya y Vietnam. La influencia de la cultura india en estas áreas recibió el término indianización.
El arqueólogo francés George Coedes, lo definió como la expansión de una cultura organizada que se basaba en los orígenes indios de la realeza, el hinduismo y el budismo y el dialecto sánscrito . Esto puede ser visto en  el Indianization de Al sureste Asia, extendido de Hinduismo y budismo. Diáspora india, ambos antiguo (PIO) y corriente (NRI), jugó una función clave actual como profesionales, comerciantes, sacerdotes y guerreros. Indio honorifics también influyó el malayo, tailandés, Filipino e indonesio honorifics. Ejemplos de estos incluir Raja, Rani, Maharlika, Datu, etc cuál estuvo transmitido de cultura india a Filipinas vía malayos y Srivijaya imperio.
El precolonial nativo Filipino el guion llamó Baybayin (ᜊᜌ᜔ᜊᜌᜒᜈ᜔), sabido en Visayan como badlit ( ), tan kur-itan/kurditan en Ilocano y cuando kudlitan en Kapampangan, se era derivado del Brahmic guiones de India y primero grabado en el siglo XVI.

## Descubrimiento y procedencia

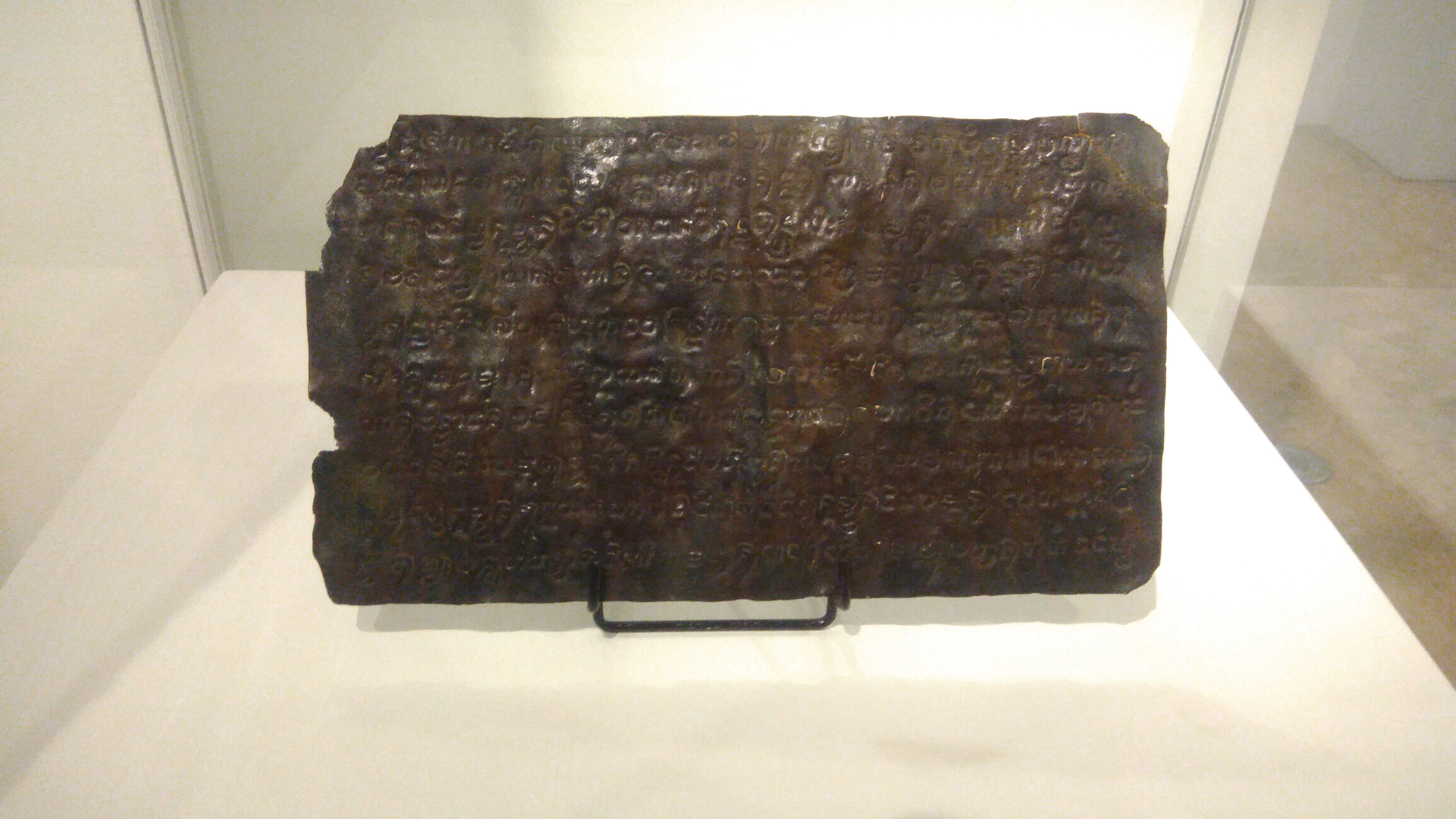
Expuesto en el Museo Nacional de FIlipinas (Manila).

La inscripción sobre cobre de la Laguna se encontró en 1989 por un operario que estaba dragando arena para hacer hormigón cerca de la desembocadura del río Bumbungan (o Pagsanjan) a la laguna de Bay. Concretamente en un barangay (aldea) llamado Wawa, en el municipio de Lumban de la provincia de La Laguna Sospechando que el artefacto podría tener cierto valor, el hombre lo vendió a un comerciante de antigüedades que, no habiendo encontrado ningún comprador, finalmente lo vendió al Museo Nacional de las Filipinas. Allí fue asignado a Alfredo E. Evangelista, cabeza del departamento de antropología del museo.

## Descripción

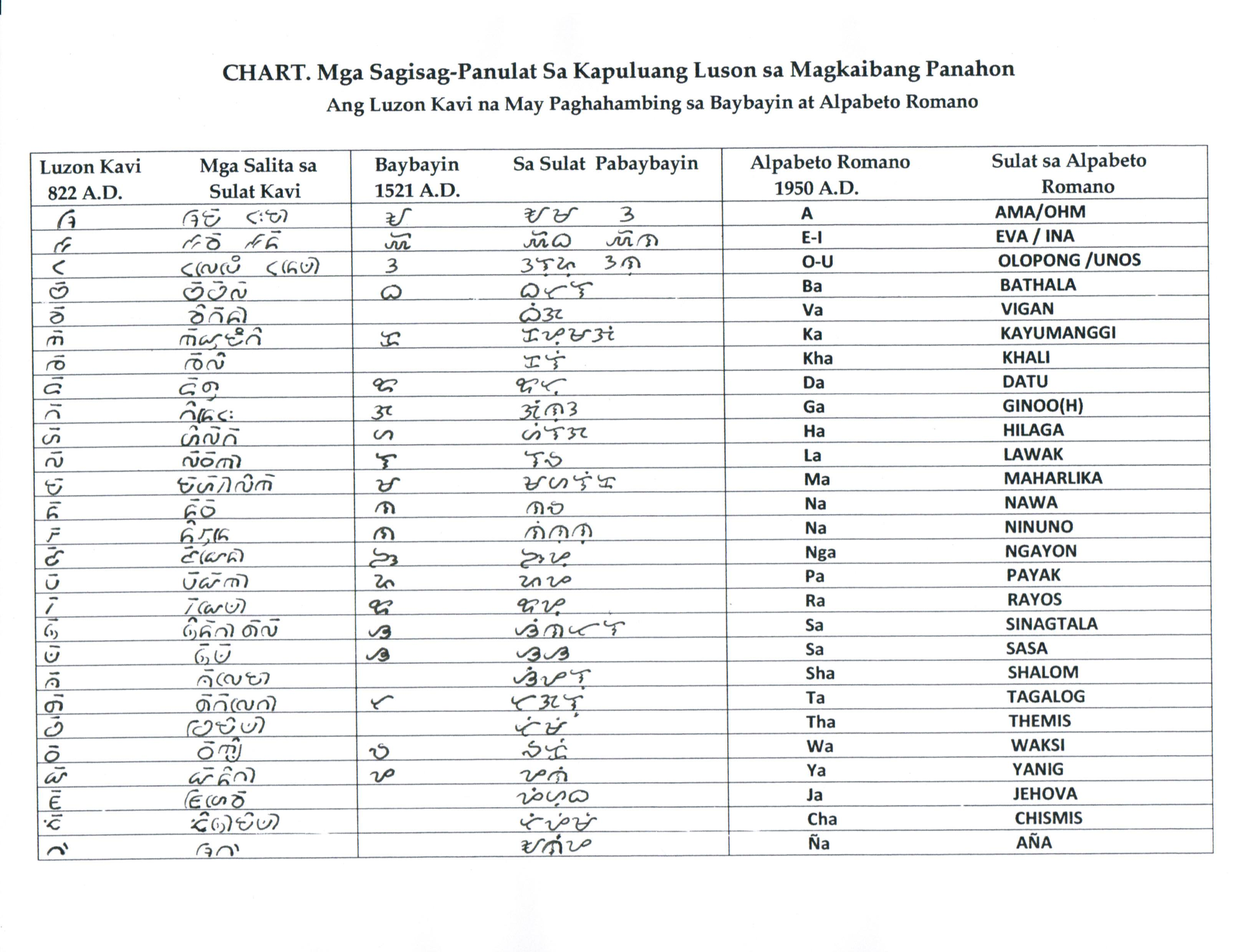
Comparativa entre la escritura Kavi, la escritura Baybayin y la grafía latina.

La inscripción está hecha en una placa cobriza delgada que mide un poco menos de 20 × 30 cm con las letras directamente talladas sobre el cobre. Difiere en la fabricación de los documentos javaneses de la época, que solían calentar la placa primero para suavizar el metal.
En 1990, Antoon Postma encontró similitudes entre la inscripción y la escritura indonesia Kawi. Postma tradujo la escritura y encontró que la placa venía con su fecha incluida: el año 822 del calendario Saka, mes de Waisaka y el cuarto día tras la luna menguante, que en el gregoriano corresponde al lunes, 21 de abril, 900 d. C. Alrededor de esa misma época se mencionaba a las islas Filipinas en la Historia de los Song (972 d. C.) sobre la dinastía china Song.
El texto es malayo antiguo con muchos préstamos del sánscrito varios vocablos de origen no-malayo cuyo origen puede ser javanés antiguo.
En el documento dice liberar sus portadores («hijos de Namwaran») de una deuda en oro de 1 kati y 8 suwarnas (865 gramos o 27.8 onzas troy).

## Texto
| Línea | Transliteración (texto de H. Santos, 1995) | Traducción original por Antoon Postma (1991) |
| ----- | --- | --- |
| 1     | swasti shaka warshatita 822 waisakha masa ding jyotisha. chaturthi krishnapaksha Tan-                                                                 | Granizo! En el Saka-año 822; el mes de March@–April; según el astrónomo: el cuarto día de la mitad oscura de la luna; encima                                              |
| 2     | -mawara sana tatkala dayang angkatan lawan dengannya sanak barngaran si bukah                                                                         | Lunes. En aquel tiempo, Señora Angkatan junto con su pariente, Bukah por nombre,                                                                                          |
| 3     | anakda dang hwan namwaran di bari waradana wi shuddhapat(t)ra ulih Cantó pamegat senapati di tundu-                                                   | El niño de Su Honor Namwaran, estuvo dado, como favor especial, un documento de lleno acquittal, por el Jefe y Comandante2 de Tundun                                      |
| 4     | n barja(di) dang hwan nayaka tuhan pailah jayadewa. di krama dang hwan namwaran dengan dang kaya-                                                     | Representando el Dirigente de Pailah, Jayadewa. Esto significa que Su Honor Namwran, a través del Honorable Escribano4                                                    |
| 5     | stha shuddha nu di parlappas hutangda wale(da)nda kati 1 suwarna 8 di hadapan dang hwan nayaka tuhan pu-                                              | Era totalmente aclarado de un salario-relacionó5 deuda de 1 kati y 8 suwarna (peso de oro): en la presencia de Su Honor el Dirigente de Puliran,                          |
| 6     | liran ka sumuran. dang hwan nayaka tuhan pailah barjadi ganashakti. dang hwan nayaka tu-                                                              | Kasumuran; Su Honor el Dirigente de Pailah, representando Ganasakti; (y) Su Honor el Dirigente                                                                            |
| 7     | han binwangan barjadi bishruta tathapi sadanda sanak kaparawis ulih Cantó pamegat de-                                                                 | De Binwangan, representando Bisruta. Y, con su familia entera, en órdenes del Jefe de Dewata                                                                              |
| 8     | wata [ba]rjadi Cantó pamegat medang dari bhaktinda di parhulun cantó pamegat. ya makanya sadanya anak                                                 | Representando el Jefe de Mdang, debido a su lealtad como @subject (esclavo?) Del Jefe, por lo tanto todos los descendientes                                               |
| 9     | chuchu dang hwan namwaran shuddha ya kaparawis di hutangda dang hwan namwaran di Cantó pamegat dewata. ini gerang                                     | De su Honor Namwaran ha sido aclarado de la deuda entera que Su Honor debió el Jefe de Dewata. Este (documento) es (emitido) en caso                                      |
| 10    | syat syapanta ha pashchat ding ari kamudyan ada gerang urang barujara welung lappas hutangda dang hwa ... la inscripción se acaba en la décima frase. | Hay alguien, whosoever, algunos cronometran en el futuro, quién declarará que la deuda no es todavía acquitted de Su Honor... la inscripción se acaba en la décima frase. |

## Topónimos en la inscripción
Postma, quién primero tradujo la inscripción, nota que nombres de lugares y de personas en la LCI necesidad para ser cuidadosamente estudiado por becarios porque “ amueblan pistas vitales con respecto al políticos & topographic fondo” del mundo alrededor del tiempo del LCI.

Yendo al specifics del texto,  nota aquello: 
“Los topónimos o placenames es: Pailah (líneas 4 y 6); Tundun (línea 3); Puliran (línea 6) y Binwangan (línea 7). Dewata (Línea 8) y Mdang (línea 8) podría ser cualesquier nombres personales o topónimos.”
Postma Identificó tres de estos topónimos, Binwangan, Pailah y Puliran, cuando Malayo-Polynesian (la mayoría probable Filipino) en origen, y tres otros topónimos, Tundun, Dewata y Mdang, cuando sánscrito en origen.

Después de que cuidadosamente considerando interpretaciones posibles del texto, incluyendo la posibilidad que Pailah y Puliran estuvo localizado en el Laguna región de Lago, Postma concluido que  sea seguro que Binwangan, Pailah, y Puliran: 
“Encontrar sus equivalentes dentro del área limitada de qué es ahora sabido como Bulacan Provincia en las Filipinas, [y aquello] el texto de este mismo LCI puede ser considerado para referir de hecho a estos sitios, ya existiendo ya bajo nombres idénticos en el décimo siglo.”

### Topónimos identificados como poblaciones deBulacán
Postma Enfatizado  que su interpretación del LCI placenames ser en Bulacan pone estos nombraron poblamientos en ubicaciones claves en Centrales Luzon  sistemas de río, el cual  refiera a tan “waterhighways” cuál dejó “un eficaz (y a menudo único) significa de transporte y comunicación entre los poblamientos diferentes” así como “ofreciendo el seafaring comerciantes de China y Al sureste Asia de tiempo temprano un acceso fácil al interior que comercia centros vía estos riverine comunicación-líneas.” También note que Central Luzon  los ríos  eran “mucho más profundos y ciertamente era más navegable que  son hoy.”
Postma  las aserciones han sido desafiadas un número de tiempo, notablemente por el Pila Fundación de Sociedad Histórica e historiador local Jaime F. Tiongson. Pero estos retos no han sido plenamente resueltos por historiógrafos Filipinos' proceso de peer revisión.

### Topónimos identificados
Postma Afirmado que  sea bastante seguro que cuatro palabras en las #LCI eran nombres de sitio, o topónimos: "Pailah (líneas 4 y 6); Tundun (línea 3); Puliran (línea 6) y Binwangan (línea 7)."

#### Tundun
Tundun, cuyo nombre Postma creyó para ser "sánscrito en origen", era referenced en línea 3 del LCI. Es el más fácilmente reconocible de los topónimos identificaron por Postma en el LCI, y el consenso erudito generalmente está de acuerdo con Postma  identificación original del LCI  Tundun como Tondo, el polity localizado en el del norte seaside del Pasig delta de Río, donde el Pasig Río empties a Bahía de Manila. (p"134") (p"38")
Postma Dejado una avenida para una interpretación alternativa abre aun así, diciendo que Mdang y Tondo: “debido a sus consonantes linguales (n y d) aquello es de origen de sánscrito originalmente podría ser los topónimos que existen en la Isla de Java.”

#### Pailah
Postma Identificó Pailah, cuyo nombre  crea para ser Malayo-Polynesian (y probablemente Filipino) en origen, como “locality con su dirigente propio.” Sea referenced dos veces, en líneas 4 y 6 del LCI. Localizando su ubicación posible en Bulacan, Postma propuso su sitio para ser “el pueblo de Paila, en Barangay de San Lorenzo en la parte oriental del municipio de Norzagaray, con coordenadas 14-54.5 & 121-06.9.”

#### Puliran
Postma Identificó Puliran, cuyo nombre  crea para ser Malayo-Polynesian (y probablemente Filipino) en origen, como “locality con su dirigente propio” referenced en línea 6 del LCI. Postma Afirmado que  Puliran era probablemente localizado en moderno-día Bulacan, en el sitio actual de “Pulilan, a lo largo del Angat Río (pronunciado: Anggat) norte de Manila, (coordenadas: 14-54.2 & 120-50.8)”.

#### Binwangan
Postma Creyó que el sitio-nombre de Binwangan, referenced en línea 7 del LCI como locality con su dirigente propio, era Malayo-Polynesian (y probablemente Filipino) en origen. Localizando su ubicación posible en Bulacan, Postma propuesto su sitio para ser “el pueblo de Binwangan, perteneciendo al municipio de Obando, situado en la boca del Bulacan Río, con coordenadas 14-43.2 & 120-543.”

### Topónimos posibles
Basado en análisis lingüístico, Postma concluyó que las palabras Dewata y Mdang “podría ser cualesquier nombres personales o topónimos.” Note que sus nombres parecían para ser sánscrito en origen, pero no fue a una discusión profunda de donde  podrían haber sido localizados, otro que para decir Mdang era ya sabido como nombre de sitio en Indonesia.

Abinales Y Amoroso (2005) nota que los dirigentes de Dewata y Mdang (si estas palabras son de hecho para ser aceptados como topónimos) no fue presentar para la transacción pero era bastante invocado como autoridades en certificar la anulación de la deuda en cuestión:
“Jayadewa Invoca la autoridad del jefe de Dewata, quién en vuelta representa el jefe de Medang.”

#### Mdang
Postma  el papel que propone su traducción y la interpretación de la LCI menciona que su búsqueda de los listados de topónimo indonesios desarrolló por Damais y Darmosoetopo, así como su consulta con el 14.º Congreso del Indo-Pacific Asociación de Prehistoria (IPPA) en agosto de 1990, determinó que Mdang era el único (posible) topónimo en el LCI cuál emparejó con sitio indonesio sabido-nombres.
Abinales Y Amoroso (2005), citando Patanñe (1996) nota que esto parece para referir a "un complejo de templo en Java, donde el reino de Mataram era un rival a Srivijaya."

#### Dewata
Becarios después de Postma, como Patanñe (1996) y Abinales y Amoroso (2005) ha venido para identificar el Dewata del LCI como poblamiento en o Monte de día presente “cercano Diwata, cercano Butuan”.

Mientras  es claro en el texto del LCI que Jayadewa de Tondo está invocando la autoridad del Jefe de Dewata, la relación precisa entre Dewata y Mdang es menos claro.  E.P. Patanñe Notas: 
"Esta relación es unclear pero una explicación posible es que el jefe de Dewata lo quiso para ser sabido que  tenga una conexión real en Java.”

### Otras interpretaciones propuestas
Postma  aserciones con respecto a las ubicaciones exactas de Pailah y Puliran y Binwangan ha sido desafiado por el Pila Fundación de Sociedad Histórica e historiador local Jaime F. Tiongson, quiénes afirman que el sitio nombra Pailah y Puliran es más probablemente para referir a los sitios cierran a dónde el plato estuvo encontrado - en Lumban, Laguna - dado que hallazgos arqueológicos en cercanos Pila espectáculo la presencia de un poblamiento extenso durante precolonial tiempo.
Según Tiongson  interpretación: Pailah refiere a Pila; Puliran refiere a Puliran, el nombre viejo del territorio que ocupó el southeastern parte de Laguna de Bahía en el tiempo; y Binwangan refiere a día moderno Barangay, Binawangan en Capalonga, Camarines Norte. (p"125")

## Importancia en la historia de Filipinas
La inscripción sobre cobre de la Laguna, junto con otros descubrimientos recientes como la Tara Dorada de Butuan, la cerámica filipina del siglo XIV y las joyas de oro de Cebú, han arrojado luz sobre cómo era la vida en la Filipinas precolonial, la cual hasta entonces se consideraba por algunos historiadores Occidentales como culturalmente aislada del resto de Asia, ya que no se conocían registros de esa época. El historiador filipino William Henry Scott echó por tierra esta teoría en 1968 (publicado en 1984) al concluir su investigación sobre la historia antigua de las Filipinas. La importancia recae en el hecho de que es el único documento escrito que nos ha llegado hasta nuestros días sobre Filipinas antes de la llegada del cronista Antonio Pigafetta.
La inscripción de Laguna es un documento demostrativo de cultura y alfabetización prehispánicas, y está considerado para ser un tesoro nacional. Actualmente se expone en el Museo Nacional en Manila.